# Torneo Clausura 2019 (Honduras)
El Torneo Clausura 2019 (también llamado Copa Salva Vida de Clausura 2019, por motivos de patrocinio), fue la 75.ª edición de la Liga Nacional de Honduras, siendo el segundo torneo de la Temporada 2018-19. Comenzó a disputarse el día 12 de enero de 2019 y culminó el 2 de junio de 2019. El campeón del Torneo Apertura, Clausura y el tercer Lugar de la Tabla General disputará Liga Concacaf 2019

## Sistema de competición

### Fase de clasificación
En la fase de clasificación se observará el sistema de puntos. La ubicación en la tabla general está sujeta a lo siguiente:
- Por juego ganado se obtendrán tres puntos.
- Por juego empatado se obtendrá un punto.
- Por juego perdido no se otorgan puntos.

El campeonato se jugará con un sistema de «todos contra todos» entre los diez equipos participantes. Los partidos estarán definidos en 18 jornadas, y al finalizar las mismas los primeros dos lugares clasificarán de manera automática a las semifinales, mientras que los equipos que ocuparon el 3°, 4°, 5° y 6° puesto tendrán que jugar la «Liguilla final» (repechajes) en partidos de ida y vuelta; el resto de los equipos quedará sin ninguna opción a pelear por el título.

### Fase final
La fase final se definirá por las siguientes etapas:
- Repechajes
- Semifinales
- Final

A las semifinales clasificarán los dos equipos vencedores de la «Liguilla final» y los antes clasificados de manera directa. Cada uno de estos cuatro equipos se enfrentarán en dos partidos (ida y vuelta) y el que logre anotar el mayor número de goles obtendrá un cupo en la «Gran Final». De existir empate en el número de goles anotados, la clasificación se definirá a través del Reglamento, es decir, el equipo que haya anotado el mayor número de goles en condición de visitante.
Disputarán el título de Campeón del Torneo de Clausura 2019 los dos clubes vencedores de la fase semifinal correspondiente, reubicándolos del uno al dos, de acuerdo a su mejor posición en la Tabla de Clasificación al término de la jornada 18.

## Información de los equipos

### Equipos participantes
| Equipo            | Ciudad         | Entrenador       | Estadio                                                           | Aforo                | Primera participación |
| ----------------- | -------------- | ---------------- | ----------------------------------------------------------------- | -------------------- | --------------------- |
| Olimpia           | Tegucigalpa    | Manuel Keosseian | Tiburcio Carías Andino                                            | 35,000               | 1965                  |
| Motagua           | Tegucigalpa    | Diego Vásquez    | Tiburcio Carías Andino                                            | 35,000               | 1965                  |
| Real España       | San Pedro Sula | Carlos Restrepo  | General Francisco Morazán Olímpico Metropolitano                  | 20,000 40,000        | 1965                  |
| Marathón          | San Pedro Sula | Héctor Vargas    | General Francisco Morazán Olímpico Metropolitano Yankel Rosenthal | 20,000 40,000 15,000 | 1965                  |
| Vida              | La Ceiba       | Héctor Castellón | Municipal Ceibeño                                                 | 20,000               | 1965                  |
| Platense          | Puerto Cortés  | Carlos Caballero | Excelsior                                                         | 15,000               | 1965                  |
| Honduras Progreso | El Progreso    | Luis Alvarado    | Humberto Micheletti                                               | 5,000                | 1965                  |
| Juticalpa F. C.   | Juticalpa      | Wilmer Cruz      | Juan Ramón Brevé Vargas                                           | 22,000               | 2015                  |
| UPNFM             | Choluteca      | Salomón Nazar    | Emilio Williams Agasse                                            | 8,000                | 2017                  |
| Real de Minas     | Danlí          | Raúl Cáceres     | Marcelo Tinoco                                                    | 5,000                | 2018                  |

### Equipos por zona geográfica
| Honduras Progreso Motagua Olimpia Real de Minas Real España Marathón Vida UPNFM Platense Juticalpa FC \| Departamento \| N.º \| Equipos \| \| ----------------- \| --- \| -------------------------------- \| \| Cortés \| 3 \| Marathon, Platense y Real España \| \| Francisco Morazán \| 2 \| Motagua y Olimpia \| \| Yoro \| 1 \| Honduras Progreso \| \| Atlántida \| 1 \| Vida \| \| Olancho \| 1 \| Juticalpa F. C. \| \| Choluteca \| 1 \| UPNFM \| \| El Paraíso \| 1 \| Real de Minas \| |     |                                  |
| Departamento | N.º | Equipos                          |
| Cortés | 3   | Marathon, Platense y Real España |
| Francisco Morazán | 2   | Motagua y Olimpia                |
| Yoro | 1   | Honduras Progreso                |
| Atlántida | 1   | Vida                             |
| Olancho | 1   | Juticalpa F. C.                  |
| Choluteca | 1   | UPNFM                            |
| El Paraíso | 1   | Real de Minas                    |

### Cambios de entrenadores
| Equipo            | Entrenador saliente  | Jornadas | Nuevo entrenador    | Jornadas |
| ----------------- | -------------------- | -------- | ------------------- | -------- |
| Real de Minas     | Harold Yepes (int.)  | Pre.     | Raúl Cáceres        | 1 - 18   |
| Real España       | Martín Adrián García | Pre.     | Carlos Restrepo     | 1 - 18   |
| Juticalpa F.C.    | Héctor Castellón     | Pre.     | Robert Lima         | 1 - 7    |
| Honduras Progreso | Mauro Reyes          | Pre.     | Hernán García       | 1 - 7    |
| Vida              | Raúl Sambulá         | 1 - 7    | Héctor Castellón    | 8 - 18   |
| Honduras Progreso | Hernán García        | 1 - 7    | Reynaldo Clavasquín | 8 - 15   |
| Juticalpa F.C.    | Robert Lima          | 1 - 7    | Wilmer Cruz         | 8 - 18   |
| Platense          | Carlos Martínez      | 1 - 14   | Carlos Caballero    | 15 - 18  |
| Honduras Progreso | Reynaldo Clavasquín  | 8 - 15   | Luis Alvarado       | 16 - 18  |

### Fase de clasificación
| Jornada 1          | Jornada 1 | Jornada 1         | Jornada 1               | Jornada 1   | Jornada 1 |
| Local              | Resultado | Visitante         | Estadio                 | Fecha       | Hora      |
| ------------------ | --------- | ----------------- | ----------------------- | ----------- | --------- |
| Marathón           | 3 - 1     | UPNFM             | Yankel Rosenthal        | 12 de enero | 15:00     |
| Juticalpa F. C.    | 1 - 2     | Real España       | Juan Ramón Brevé Vargas | 13 de enero | 14:00     |
| Vida               | 0 - 1     | Olimpia           | Ceibeño                 | 13 de enero | 15:30     |
| Platense           | 3 - 1     | Real de Minas     | Excélsior               | 13 de enero | 16:00     |
| Motagua            | 4 - 0     | Honduras Progreso | Nacional                | 13 de enero | 16:00     |
| Total de goles: 16 |           |                   |                         |             |           |

| Jornada 2          | Jornada 2 | Jornada 2         | Jornada 2       | Jornada 2   | Jornada 2 |
| Local              | Resultado | Visitante         | Estadio         | Fecha       | Hora      |
| ------------------ | --------- | ----------------- | --------------- | ----------- | --------- |
| UPNFM              | 4 - 2     | Juticalpa F. C.   | Emilio Williams | 19 de enero | 18:00     |
| Real España        | 1 - 0     | Vida              | Morazán         | 19 de enero | 19:00     |
| Real de Minas      | 0 - 2     | Motagua           | Marcelo Tinoco  | 20 de enero | 15:00     |
| Platense           | 2 - 3     | Marathón          | Excélsior       | 20 de enero | 16:00     |
| Olimpia            | 2 - 1     | Honduras Progreso | Nacional        | 20 de enero | 17:00     |
| Total de goles: 17 |           |                   |                 |             |           |

| Jornada 3          | Jornada 3 | Jornada 3     | Jornada 3               | Jornada 3   | Jornada 3 |
| Local              | Resultado | Visitante     | Estadio                 | Fecha       | Hora      |
| ------------------ | --------- | ------------- | ----------------------- | ----------- | --------- |
| Honduras Progreso  | 1 - 4     | Platense      | Humberto Micheletti     | 25 de enero | 19:15     |
| Marathón           | 1 - 0     | Olimpia       | Yankel Rosenthal        | 26 de enero | 15:00     |
| Juticalpa F. C.    | 3 - 3     | Real de Minas | Juan Ramón Brevé Vargas | 26 de enero | 19:00     |
| Vida               | 1 - 1     | UPNFM         | Ceibeño                 | 27 de enero | 15:30     |
| Motagua            | 1 - 0     | Real España   | Nacional                | 27 de enero | 16:00     |
| Total de goles: 15 |           |               |                         |             |           |

| Jornada 4          | Jornada 4 | Jornada 4     | Jornada 4               | Jornada 4    | Jornada 4 |
| Local              | Resultado | Visitante     | Estadio                 | Fecha        | Hora      |
| ------------------ | --------- | ------------- | ----------------------- | ------------ | --------- |
| Honduras Progreso  | 2 - 0     | Vida          | Humberto Micheletti     | 1 de febrero | 19:15     |
| UPNFM              | 1 - 1     | Motagua       | Emilio Williams         | 2 de febrero | 18:00     |
| Real España        | 2 - 0     | Real de Minas | Morazán                 | 2 de febrero | 19:00     |
| Juticalpa F. C.    | 1 - 1     | Marathón      | Juan Ramón Brevé Vargas | 3 de febrero | 14:00     |
| Olimpia            | 2 - 1     | Platense      | Nacional                | 3 de febrero | 16:00     |
| Total de goles: 11 |           |               |                         |              |           |

| Jornada 5          | Jornada 5 | Jornada 5         | Jornada 5      | Jornada 5     | Jornada 5 |
| Local              | Resultado | Visitante         | Estadio        | Fecha         | Hora      |
| ------------------ | --------- | ----------------- | -------------- | ------------- | --------- |
| Real España        | 1 - 1     | Marathón          | Morazán        | 9 de febrero  | 19:00     |
| Platense           | 0 - 1     | UPNFM             | Excélsior      | 9 de febrero  | 19:15     |
| Real de Minas      | 3 - 0     | Honduras Progreso | Marcelo Tinoco | 10 de febrero | 15:00     |
| Vida               | 1 - 1     | Juticalpa F. C.   | Ceibeño        | 10 de febrero | 15:30     |
| Motagua            | 1 - 1     | Olimpia           | Nacional       | 10 de febrero | 16:00     |
| Total de goles: 10 |           |                   |                |               |           |

| Jornada 6          | Jornada 6 | Jornada 6     | Jornada 6               | Jornada 6     | Jornada 6 |
| Local              | Resultado | Visitante     | Estadio                 | Fecha         | Hora      |
| ------------------ | --------- | ------------- | ----------------------- | ------------- | --------- |
| Marathón           | 4 - 3     | Vida          | Yankel Rosenthal        | 13 de febrero | 15:00     |
| UPNFM              | 2 - 2     | Real de Minas | Nacional                | 13 de febrero | 16:30     |
| Honduras Progreso  | 1 - 2     | Real España   | Humberto Micheletti     | 13 de febrero | 19:15     |
| Motagua            | 0 - 1     | Platense      | Nacional                | 13 de febrero | 19:30     |
| Juticalpa F. C.    | 0 - 4     | Olimpia       | Juan Ramón Brevé Vargas | 14 de febrero | 19:00     |
| Total de goles: 19 |           |               |                         |               |           |

| Jornada 7         | Jornada 7 | Jornada 7         | Jornada 7        | Jornada 7     | Jornada 7 |
| Local             | Resultado | Visitante         | Estadio          | Fecha         | Hora      |
| ----------------- | --------- | ----------------- | ---------------- | ------------- | --------- |
| Marathón          | 1 - 0     | Motagua           | Yankel Rosenthal | 16 de febrero | 15:00     |
| UPNFM             | 3 - 0     | Honduras Progreso | Emilio Williams  | 16 de febrero | 19:00     |
| Real de Minas     | 3 - 0     | Vida              | Marcelo Tinoco   | 17 de febrero | 15:00     |
| Platense          | 1 - 1     | Juticalpa         | Excélsior        | 17 de febrero | 16:00     |
| Olimpia           | 0 - 0     | Real España       | Nacional         | 17 de febrero | 16:00     |
| Total de goles: 9 |           |                   |                  |               |           |

| Jornada 8          | Jornada 8 | Jornada 8       | Jornada 8           | Jornada 8     | Jornada 8 |
| Local              | Resultado | Visitante       | Estadio             | Fecha         | Hora      |
| ------------------ | --------- | --------------- | ------------------- | ------------- | --------- |
| Real España        | 1 - 1     | UPNFM           | Morazán             | 23 de febrero | 19:00     |
| Honduras Progreso  | 0 - 1     | Marathon        | Humberto Micheletti | 23 de febrero | 19:15     |
| Real de Minas      | 1 - 3     | Olimpia         | Marcelo Tinoco      | 24 de febrero | 15:00     |
| Vida               | 1 - 1     | Platense        | Ceibeño             | 24 de febrero | 15:30     |
| Motagua            | 4 - 0     | Juticalpa F. C. | Nacional            | 24 de febrero | 16:00     |
| Total de goles: 13 |           |                 |                     |               |           |

| Jornada 9          | Jornada 9 | Jornada 9         | Jornada 9               | Jornada 9  | Jornada 9 |
| Local              | Resultado | Visitante         | Estadio                 | Fecha      | Hora      |
| ------------------ | --------- | ----------------- | ----------------------- | ---------- | --------- |
| Juticalpa F. C.    | 2 - 2     | Honduras Progreso | Juan Ramón Brevé Vargas | 3 de marzo | 14:00     |
| Marathón           | 2 - 1     | Real de Minas     | Yankel Rosenthal        | 3 de marzo | 15:00     |
| Vida               | 0 - 1     | Motagua           | Ceibeño                 | 3 de marzo | 15:30     |
| Platense           | 4 - 0     | Real España       | Excélsior               | 3 de marzo | 16:00     |
| Olimpia            | 1 - 2     | UPNFM             | Nacional                | 3 de marzo | 17:00     |
| Total de goles: 15 |           |                   |                         |            |           |

| Jornada 10        | Jornada 10 | Jornada 10      | Jornada 10          | Jornada 10 | Jornada 10 |
| Local             | Resultado  | Visitante       | Estadio             | Fecha      | Hora       |
| ----------------- | ---------- | --------------- | ------------------- | ---------- | ---------- |
| Real de Minas     | 0 - 0      | Platense        | Marcelo Tinoco      | 6 de marzo | 15:30      |
| UPNFM             | 0 - 0      | Marathón        | Emilio Williams     | 6 de marzo | 18:00      |
| Olimpia           | 4 - 0      | Vida            | Nacional            | 6 de marzo | 19:00      |
| Real España       | 0 - 0      | Juticalpa F. C. | Morazán             | 6 de marzo | 19:00      |
| Honduras Progreso | 0 - 1      | Motagua         | Humberto Micheletti | 7 de marzo | 19:15      |
| Total de goles: 5 |            |                 |                     |            |            |

| Jornada 11         | Jornada 11 | Jornada 11    | Jornada 11              | Jornada 11  | Jornada 11 |
| Local              | Resultado  | Visitante     | Estadio                 | Fecha       | Hora       |
| ------------------ | ---------- | ------------- | ----------------------- | ----------- | ---------- |
| Marathón           | 2 - 1      | Platense      | Yankel Rosenthal        | 10 de marzo | 15:00      |
| Juticalpa F. C.    | 0 - 0      | UPNFM         | Juan Ramón Brevé Vargas | 10 de marzo | 15:30      |
| Vida               | 0 - 2      | Real España   | Ceibeño                 | 10 de marzo | 15:30      |
| Honduras Progreso  | 1 - 2      | Olimpia       | Humberto Micheletti     | 10 de marzo | 16:00      |
| Motagua            | 0 - 2      | Real de Minas | Nacional                | 10 de marzo | 16:00      |
| Total de goles: 10 |            |               |                         |             |            |

| Jornada 12         | Jornada 12 | Jornada 12        | Jornada 12      | Jornada 12  | Jornada 12 |
| Local              | Resultado  | Visitante         | Estadio         | Fecha       | Hora       |
| ------------------ | ---------- | ----------------- | --------------- | ----------- | ---------- |
| Real España        | 3 - 1      | Motagua           | Morazán         | 13 de marzo | 19:00      |
| Olimpia            | 3 - 0      | Marathon          | Nacional        | 14 de marzo | 19:00      |
| UPNFM              | 1 - 1      | Vida              | Emilio Williams | 16 de marzo | 18:00      |
| Real de Minas      | 1 - 1      | Juticalpa F.C.    | Marcelo Tinoco  | 17 de marzo | 15:30      |
| Platense           | 2 - 0      | Honduras Progreso | Excélsior       | 24 de marzo | 16:00      |
| Total de goles: 13 |            |                   |                 |             |            |

| Jornada 13         | Jornada 13 | Jornada 13        | Jornada 13       | Jornada 13  | Jornada 13 |
| Local              | Resultado  | Visitante         | Estadio          | Fecha       | Hora       |
| ------------------ | ---------- | ----------------- | ---------------- | ----------- | ---------- |
| Marathon           | 1 - 2      | Juticalpa F.C.    | Yankel Rosenthal | 30 de marzo | 15:00      |
| Real de Minas      | 1 - 1      | Real España       | Marcelo Tinoco   | 31 de marzo | 15:30      |
| Vida               | 2 - 1      | Honduras Progreso | Ceibeño          | 31 de marzo | 15:30      |
| Motagua            | 3 - 0      | UPNFM             | Nacional         | 31 de marzo | 16:00      |
| Platense           | 1 - 2      | Olimpia           | Excélsior        | 31 de marzo | 16:00      |
| Total de goles: 14 |            |                   |                  |             |            |

| Jornada 14        | Jornada 14 | Jornada 14    | Jornada 14              | Jornada 14 | Jornada 14 |
| Local             | Resultado  | Visitante     | Estadio                 | Fecha      | Hora       |
| ----------------- | ---------- | ------------- | ----------------------- | ---------- | ---------- |
| Honduras Progreso | 0 - 0      | Real de Minas | Humberto Micheletti     | 5 de abril | 19:15      |
| Marathon          | 2 - 2      | Real España   | Yankel Rosenthal        | 6 de abril | 15:00      |
| UPNFM             | 2 - 0      | Platense      | Emilio Williams         | 6 de abril | 18:00      |
| Juticalpa F.C.    | 1 - 1      | Vida          | Juan Ramón Brevé Vargas | 6 de abril | 19:00      |
| Olimpia           | 0 - 0      | Motagua       | Nacional                | 7 de abril | 16:00      |
| Total de goles: 8 |            |               |                         |            |            |

| Jornada 15         | Jornada 15 | Jornada 15        | Jornada 15     | Jornada 15  | Jornada 15 |
| Local              | Resultado  | Visitante         | Estadio        | Fecha       | Hora       |
| ------------------ | ---------- | ----------------- | -------------- | ----------- | ---------- |
| Real de Minas      | 0 - 0      | UPNFM             | Marcelo Tinoco | 9 de abril  | 15:35      |
| Platense           | 2 - 1      | Motagua           | Excélsior      | 10 de abril | 18:00      |
| Real España        | 2 - 0      | Honduras Progreso | Morazán        | 10 de abril | 19:00      |
| Vida               | 2 - 1      | Marathon          | Ceibeño        | 10 de abril | 19:15      |
| Olimpia            | 4 - 0      | Juticalpa F.C.    | Nacional       | 10 de abril | 20:00      |
| Total de goles: 12 |            |                   |                |             |            |

| Jornada 16         | Jornada 16 | Jornada 16    | Jornada 16              | Jornada 16  | Jornada 16 |
| Local              | Resultado  | Visitante     | Estadio                 | Fecha       | Hora       |
| ------------------ | ---------- | ------------- | ----------------------- | ----------- | ---------- |
| Real España        | 0 - 1      | Olimpia       | Morazán                 | 13 de abril | 19:00      |
| Honduras Progreso  | 1 - 0      | UPNFM         | Humberto Micheletti     | 13 de abril | 19:15      |
| Motagua            | 5 - 1      | Marathon      | Nacional                | 14 de abril | 16:00      |
| Juticalpa F.C.     | 2 - 0      | Platense      | Juan Ramón Brevé Vargas | 14 de abril | 17:00      |
| Vida               | 0 - 2      | Real de Minas | Ceibeño                 | 14 de abril | 18:00      |
| Total de goles: 12 |            |               |                         |             |            |

| Jornada 17         | Jornada 17 | Jornada 17        | Jornada 17              | Jornada 17  | Jornada 17 |
| Local              | Resultado  | Visitante         | Estadio                 | Fecha       | Hora       |
| ------------------ | ---------- | ----------------- | ----------------------- | ----------- | ---------- |
| Marathon           | 6 - 0      | Honduras Progreso | Yankel Rosenthal        | 17 de abril | 15:30      |
| Olimpia            | 1 - 1      | Real de Minas     | Nacional                | 17 de abril | 18:00      |
| UPNFM              | 0 - 0      | Real España       | Emilio Williams         | 20 de abril | 19:00      |
| Juticalpa F.C.     | 2 - 3      | Motagua           | Juan Ramón Brevé Vargas | 21 de abril | 15:00      |
| Platense           | 1 - 1      | Vida              | Excélsior               | 21 de abril | 16:00      |
| Total de goles: 15 |            |                   |                         |             |            |

| Jornada 18         | Jornada 18 | Jornada 18     | Jornada 18          | Jornada 18  | Jornada 18 |
| Local              | Resultado  | Visitante      | Estadio             | Fecha       | Hora       |
| ------------------ | ---------- | -------------- | ------------------- | ----------- | ---------- |
| Honduras Progreso  | 1 - 1      | Juticalpa F.C. | Humberto Micheletti | 27 de abril | 15:00      |
| Real España        | 0 - 1      | Platense       | Morazán             | 27 de abril | 15:00      |
| Real de Minas      | 0 - 2      | Marathón       | Marcelo Tinoco      | 27 de abril | 15:00      |
| UPNFM              | 3 - 0      | Olimpia        | Emilio Williams     | 27 de abril | 15:00      |
| Motagua            | 1 - 1      | Vida           | Nacional            | 27 de abril | 15:00      |
| Total de goles: 10 |            |                |                     |             |            |

## Torneo Clausura

### Fase regular
Simbología:

Pts: puntos acumulados.

PJ: partidos jugados.

PG: partidos ganados.

PE: partidos empatados.

PP: partidos perdidos.

GF: goles a favor.

GC: goles en contra.

|                                           |     | Equipo            | PJ | G  | E  | P  | GF | GC | Dif. | Pts |
| ----------------------------------------- | --- | ----------------- | -- | -- | -- | -- | -- | -- | ---- | --- |
|                                           | 1.  | Olimpia           | 18 | 11 | 4  | 3  | 31 | 13 | +18  | 37  |
|                                           | 2.  | Marathón          | 18 | 10 | 4  | 4  | 32 | 24 | +8   | 34  |
|                                           | 3.  | Motagua           | 18 | 9  | 4  | 5  | 29 | 15 | +14  | 31  |
|                                           | 4.  | Real España       | 18 | 7  | 7  | 4  | 19 | 15 | +4   | 29  |
|                                           | 5.  | UPNFM             | 18 | 6  | 9  | 3  | 22 | 16 | +6   | 27  |
|                                           | 6.  | Platense          | 18 | 7  | 4  | 7  | 25 | 20 | +5   | 25  |
|                                           | 7.  | Real de Minas     | 18 | 4  | 8  | 6  | 21 | 22 | -1   | 20  |
|                                           | 8.  | Juticalpa F. C.   | 18 | 2  | 10 | 6  | 20 | 33 | -13  | 16  |
|                                           | 9.  | Vida              | 18 | 2  | 7  | 9  | 14 | 29 | -15  | 13  |
|                                           | 10. | Honduras Progreso | 18 | 2  | 3  | 13 | 11 | 37 | -27  | 9   |
| Última actualización: 28 de abril de 2019 |     |                   |    |    |    |    |    |    |      |     |

|  | Clasificado directo a semifinales |
|  | Clasificado a la fase final       |
|  | Último Lugar                      |

Simbología:

Pts: puntos acumulados.

PJ: partidos jugados.

PG: partidos ganados.

PE: partidos empatados.

PP: partidos perdidos.

GF: goles a favor.

GC: goles en contra.

|                                           |     | Equipo            | PJ | G  | E  | P  | GF | GC | Dif. | Pts |
| ----------------------------------------- | --- | ----------------- | -- | -- | -- | -- | -- | -- | ---- | --- |
|                                           | 1.  | Olimpia           | 36 | 19 | 12 | 5  | 56 | 30 | +26  | 69  |
|                                           | 2.  | Motagua           | 36 | 20 | 8  | 8  | 57 | 26 | +31  | 68  |
|                                           | 3.  | Marathón          | 36 | 17 | 11 | 8  | 60 | 46 | +14  | 62  |
|                                           | 4.  | UPNFM             | 36 | 15 | 12 | 9  | 47 | 36 | +11  | 57  |
|                                           | 5.  | Real España       | 36 | 14 | 12 | 10 | 50 | 40 | +10  | 54  |
|                                           | 6.  | Platense          | 36 | 13 | 10 | 13 | 46 | 38 | +8   | 49  |
|                                           | 7.  | Vida              | 36 | 6  | 14 | 16 | 35 | 53 | -18  | 32  |
|                                           | 8.  | Real de Minas     | 36 | 7  | 10 | 19 | 36 | 60 | -24  | 31  |
|                                           | 9.  | Juticalpa F. C.   | 36 | 5  | 16 | 15 | 39 | 67 | -28  | 31  |
|                                           | 10. | Honduras Progreso | 36 | 8  | 7  | 21 | 38 | 68 | -30  | 31  |
| Última actualización: 28 de abril de 2019 |     |                   |    |    |    |    |    |    |      |     |

### Goleadores
| Pos.                                     | Jugador              | Equipo         | Goles |
| ---------------------------------------- | -------------------- | -------------- | ----- |
| 1.°                                      | Roberto Moreira      | Motagua        | 13    |
| 1.°                                      | Jorge Benguché       | Olimpia        | 13    |
| 2.°                                      | Jerry Bengtson       | Olimpia        | 12    |
| 3.°                                      | Yustin Arboleda      | Marathón       | 10    |
| 4.°                                      | Franco Güity         | UPNFM          | 8     |
| 4.°                                      | Óscar Salas          | Juticalpa F.C. | 8     |
| 5.°                                      | Kilmar Peña          | UPNFM          | 7     |
| 5.°                                      | Marcelo Estigarribia | Motagua        | 7     |
| 6.°                                      | Arnold Meléndez      | UPNFM          | 6     |
| 6.°                                      | Erick Andino         | Motagua        | 6     |
| 7.°                                      | Joshua Nieto         | Platense       | 5     |
| 7.°                                      | Rundell Winchester   | Platense       | 5     |
| 7.°                                      | Ovidio Lanza         | Juticalpa F.C. | 5     |
| 7.°                                      | Bryan Johnson        | Marathon       | 5     |
| 7.°                                      | Kevin López          | Motagua        | 5     |
| 8.°                                      | Diego Reyes          | Platense       | 4     |
| 8.°                                      | Carlo Costly         | Marathon       | 4     |
| 8.°                                      | Carlos Discua        | Marathon       | 4     |
| 8.°                                      | Marcelo Pereira      | Motagua        | 4     |
| 8.°                                      | Eddie Hernández      | Vida           | 4     |
| Última actualización: 2 de junio de 2019 |                      |                |       |

## Fase final
|  | Repechajes | Repechajes  | Repechajes | Repechajes | Repechajes |  |  | Semifinales | Semifinales | Semifinales | Semifinales | Semifinales |  |  | Final | Final   | Final | Final | Final |
|  |            |             |            |            |            |  |  |             |             |             |             |             |  |  |       |         |       |       |       |
|  |            |             |            |            |            |  |  | 1.º         | Olimpia     | 3           | 4           | 7           |  |  |       |         |       |       |       |
|  | 4.º        | Real España | 1          | 1          | 2          |  |  | 5.º         | UPNFM       | 1           | 1           | 2           |  |  |       |         |       |       |       |
|  | 5.º        | UPNFM       | 3          | 2          | 5          |  |  |             |             |             |             |             |  |  | 1.º   | Olimpia | 2     | 0     | 2     |
|  |            |             |            |            |            |  |  |             |             |             |             |             |  |  | 3.°   | Motagua | 2     | 1     | 3     |
|  |            |             |            |            |            |  |  | 2.º         | Marathón    | 0           | 2           | 2           |  |  |       |         |       |       |       |
|  | 3.º        | Motagua     | 0          | 3          | 3          |  |  | 3.º         | Motagua     | 2           | 2           | 4           |  |  |       |         |       |       |       |
|  | 6.º        | Platense    | 0          | 0          | 0          |  |  |             |             |             |             |             |  |  |       |         |       |       |       |

### Repechajes
| 1 de mayo de 2019, 16:00 | Platense | 0:0     | Motagua | Estadio Excelsior, Puerto Cortés |                          |
|                          |          | Reporte |         | Árbitro(s): Erick Andino         | Árbitro(s): Erick Andino |

| 5 de mayo de 2019, 16:00 | Motagua                    | 3:0 (2:0) | Platense | Estadio Nacional, Tegucigalpa |                         |
|                          | Moreira 26' (pen.) 44' 50' | Reporte   |          | Árbitro(s): Raúl Castro       | Árbitro(s): Raúl Castro |

| 1 de mayo de 2019, 15:00 | UPNFM                                 | 3:1 (2:1) | Real España | Estadio Emilio Williams, Choluteca |                            |
|                          | Róchez 38' · Meléndez 40' · Güity 60' | Reporte   | Puerto 28'  | Árbitro(s): Nelson Salgado         | Árbitro(s): Nelson Salgado |

| 4 de mayo de 2019, 18:00 | Real España | 1:2 (1:1) | UPNFM                   | Estadio Morazán, San Pedro Sula |                           |
|                          | López 41'   | Reporte   | Peña 35' · Meléndez 76' | Árbitro(s): Oscar Moncada       | Árbitro(s): Oscar Moncada |

### Semifinales
| 11 de mayo de 2019, 15:00 | UPNFM        | 1:3 (0:1) | Olimpia              | Estadio Emilio Williams, Choluteca |                              |
|                           | Meléndez 62' | Reporte   | Benguché 11' 57' 71' | Árbitro(s): Melissa Pastrana       | Árbitro(s): Melissa Pastrana |

| 19 de mayo de 2019, 16:00 | Olimpia                                     | 4:1 (2:0) | UPNFM        | Estadio Nacional, Tegucigalpa |                            |
|                           | Flores 9' · Benguché 37' 70' · Alvarado 67' | Reporte   | Urmeneta 62' | Árbitro(s): Armando Castro    | Árbitro(s): Armando Castro |

| 12 de mayo de 2019, 16:00 | Motagua                 | 2:0 (1:0) | Marathón | Estadio Nacional, Tegucigalpa |                           |
|                           | Galvaliz 9' · López 64' | Reporte   |          | Árbitro(s): Saíd Martínez     | Árbitro(s): Saíd Martínez |

| 18 de mayo de 2019, 15:00 | Marathón         | 2:2 (2:0) | Motagua                       | Estadio Yankel Rosenthal, San Pedro Sula |                           |
|                           | Arboleda 37' 42' | Reporte   | Estigarribia 47' · Montes 73' | Árbitro(s): Oscar Moncada                | Árbitro(s): Oscar Moncada |

### Final
| 26 de mayo de 2019, 16:00 | Motagua         | 2:2 (2:1) | Olimpia                          | Estadio Nacional, Tegucigalpa |                              |
|                           | Pereira 18' 22' | Reporte   | Alvarado 2' · Pereira 90' (a.g.) | Árbitro(s): Melissa Pastrana  | Árbitro(s): Melissa Pastrana |

| 2 de junio de 2019, 16:25 | Olimpia | 0:1 (0:1) | Motagua     | Estadio Nacional, Tegucigalpa |                            |
|                           |         | Reporte   | Moreira 18' | Árbitro(s): Armando Castro    | Árbitro(s): Armando Castro |

|                             |
| Campeón Motagua 17.° título |

### Goleadores
| Pos.                                     | Jugador          | Equipo                | Goles |
| ---------------------------------------- | ---------------- | --------------------- | ----- |
| 1.º                                      | Jerry Bengtson   | Olimpia               | 24    |
| 2.°                                      | Jorge Benguché   | UPNFM (A) Olimpia (C) | 22    |
| 3.º                                      | Roberto Moreira  | Motagua               | 21    |
| 4.°                                      | Yustin Arboleda  | Marathón              | 20    |
| 5.º                                      | Ovidio Lanza     | Juticalpa F. C.       | 16    |
| 6.º                                      | Yerson Gutiérrez | Honduras Progreso     | 15    |
| Última actualización: 2 de junio de 2019 |                  |                       |       |

## Estadísticas

### Clasificados a torneos internacionales
| Clasificado | Liga Concacaf 2019 |
| ----------- | ------------------ |
| Honduras 1  | Motagua            |
| Honduras 2  | Olimpia            |
| Honduras 3  | Marathón           |

### Promedio de Descenso
| Pos  | Equipo            | Ap. 2018 | Cl. 2019 | Total | PJ | Promedio |
| ---- | ----------------- | -------- | -------- | ----- | -- | -------- |
| 1.º  | Olimpia           | 32       | 37       | 69    | 36 | 1.9714   |
| 2.º  | Motagua           | 37       | 31       | 68    | 36 | 1.8824   |
| 3.º  | Marathón          | 28       | 34       | 62    | 36 | 1.6857   |
| 5.º  | UPNFM             | 30       | 27       | 57    | 36 | 1.5588   |
| 4.º  | Real España       | 26       | 28       | 54    | 36 | 1.5588   |
| 6.º  | Platense          | 24       | 25       | 49    | 36 | 1.3235   |
| 7.º  | Vida              | 19       | 13       | 32    | 36 | 0.8824   |
| 8.º  | Real de Minas     | 11       | 20       | 31    | 36 | 0.8857   |
| 9.º  | Juticalpa F. C.   | 15       | 16       | 31    | 36 | 0.8824   |
| 10.º | Honduras Progreso | 22       | 9        | 31    | 36 | 0.8571   |

|  |                                                                                              |
|  | El equipo que ocupe esta posición al finalizar la temporada descenderá a la Liga de Ascenso. |

## Triangular de descenso

### Tabla de posiciones
Simbología:

Pts: puntos acumulados.

PJ: partidos jugados.

PG: partidos ganados.

PE: partidos empatados.

PP: partidos perdidos.

GF: goles a favor.

GC: goles en contra.

|                                          |    | Equipo            | PJ | G | E | P | GF | GC | Dif. | Pts |
| ---------------------------------------- | -- | ----------------- | -- | - | - | - | -- | -- | ---- | --- |
|                                          | 1. | Honduras Progreso | 2  | 2 | 0 | 0 | 5  | 3  | +2   | 6   |
|                                          | 2. | Real de Minas     | 2  | 1 | 0 | 1 | 6  | 5  | +1   | 3   |
|                                          | 3. | Juticalpa F. C.   | 2  | 0 | 0 | 2 | 3  | 6  | -3   | 0   |
| Última actualización: 12 de mayo de 2019 |    |                   |    |   |   |   |    |    |      |     |

### Desarrollo

#### Juticalpa F. C. - Honduras Progreso
| 5 de mayo de 2019, 14:00 | Juticalpa F. C. | 1:2 (0:0) | Honduras Progreso | Estadio Juan Ramón Brevé Vargas, Juticalpa |                              |
|                          | Salas 55'       | Reporte   | López 49' 90+2'   | Árbitro(s): Héctor Rodríguez               | Árbitro(s): Héctor Rodríguez |

#### Honduras Progreso - Real de Minas
| 9 de mayo de 2019, 19:00 | Honduras Progreso                       | 3:2 (2:1) | Real de Minas            | Estadio Humberto Micheletti, El Progreso |                           |
|                          | Gutiérrez 13' · López 31' · Delgado 63' | Reporte   | Moncada 29' · García 67' | Árbitro(s): Saíd Martínez                | Árbitro(s): Saíd Martínez |

#### Real de Minas - Juticalpa F. C.
| 12 de mayo de 2019, 15:30 | Real de Minas                           | 4:2 (2:2) | Juticalpa F. C.             | Estadio Marcelo Tinoco, Danlí |                            |
|                           | Mejía 4' 21' · Muñoz 70' · Andino 90+4' | Reporte   | Morazán 18' · Estupiñán 44' | Árbitro(s): Nelson Salgado    | Árbitro(s): Nelson Salgado |